# Sem Presser
Samuel (Sem) Presser (Amsterdam, 21. listopadu 1917 – 29. října 1986, tamtéž) byl nizozemský novinářský fotograf. Presser je jedním z nejznámějších a nejproduktivnějších poválečných fotografů v Nizozemsku. Pořídil více než 300 000 fotografií za období padesáti let. Jeho práce se vyznačuje velkým společenským zapojením a zachycením obyčejných lidí v jejich každodenním životě. Ale také zachytil celebrity jako Pablo Picasso, Brigitte Bardotová, Sophia Loren a další známá jména z filmového světa. Pracoval také jako fotograf pro tiskovou agenturu Anefo.

## Životopis
Začal v roce 1935 jako student Sieg Vaz Dias, ale o dva roky později pokračoval samostatně jako Algemeen Nederlandsch Foto Persbureau . 
Presser se jako židovský fotoreportér během německé okupace skrýval v Arnhemu. S rizikem nasazení vlastního života fotografoval anglické výsadkáře, kteří bojovali v centru města Arnhem po přistání během operace Market Garden dne 18. září 1944.
V letech 1948 až 1951 a v letech 1968 až 1981 byl předsedou Nizozemské asociace fotoreportérů (NVF). Byl také členem poroty Stříbrné kamery a působil jako člen správní rady Nadace Burafo, Federace fotografů, World Press Photo, Europhot nebo Rady autorů. Byl také členem umělecké rady v Amsterdamu. Jeho archiv spravuje Institut Maria Austria (MAI) v Amsterdamu.

## Galerie

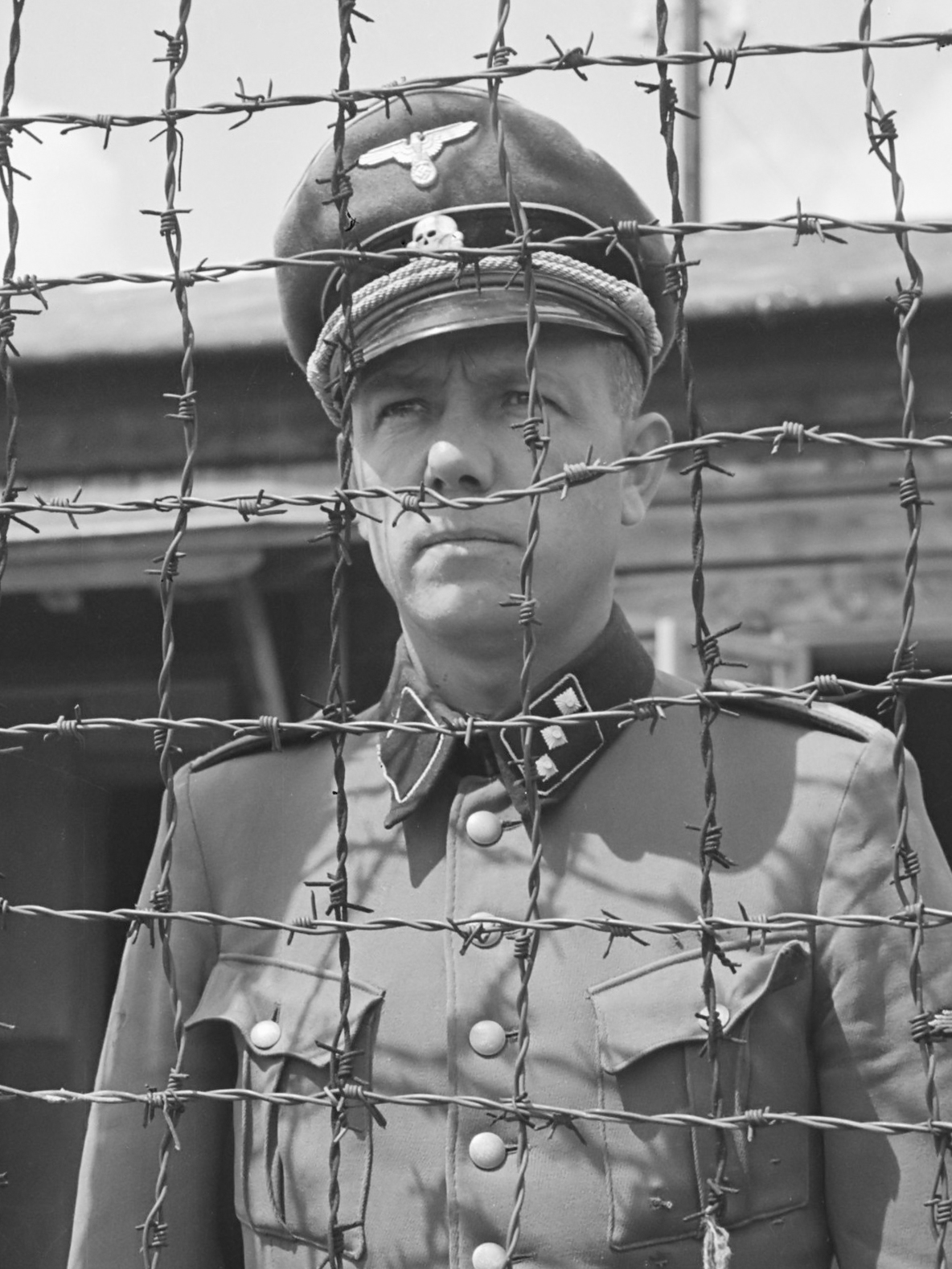
Velitel tábora Karl Peter Berg, 1945
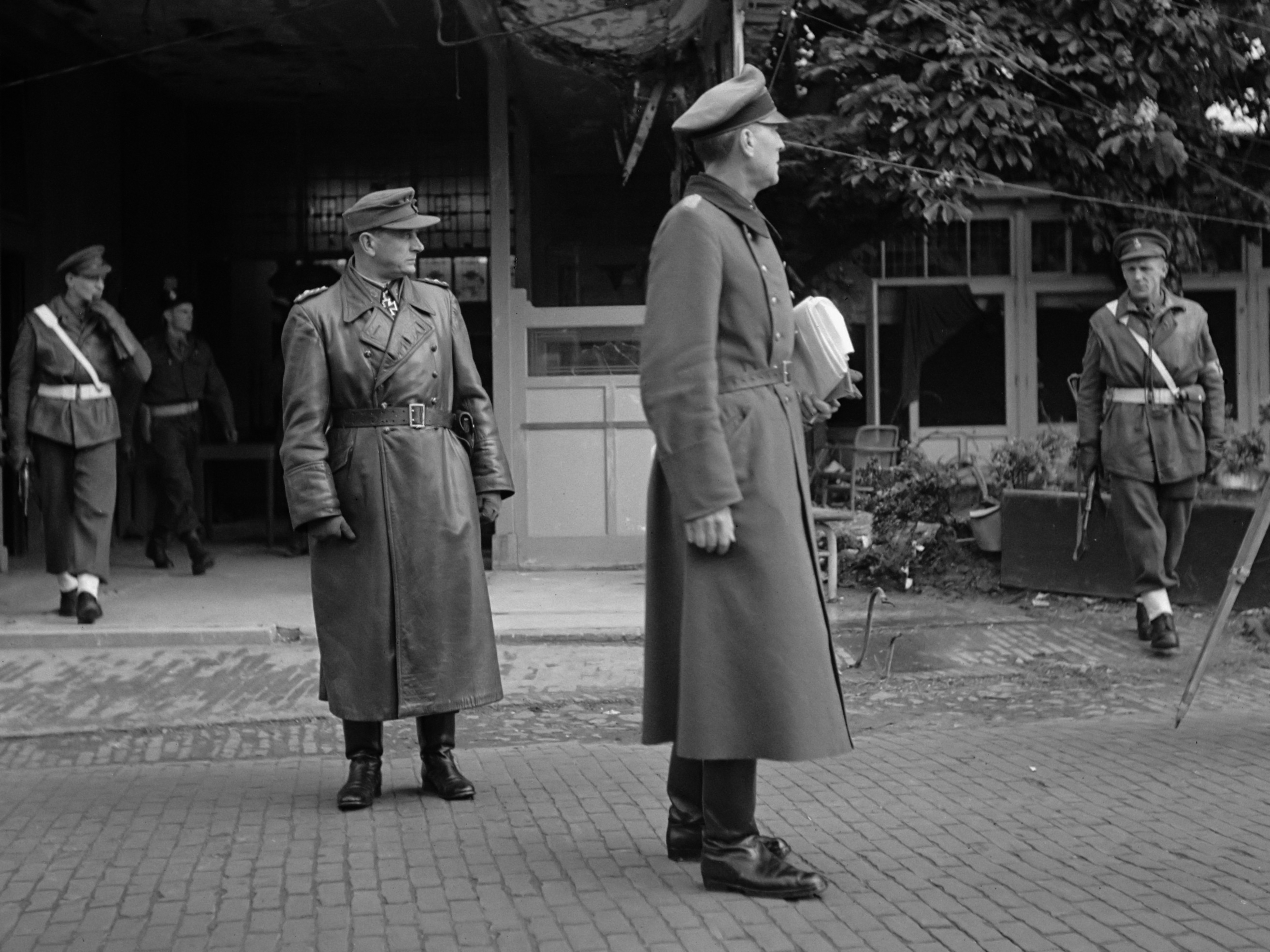
Německá kapitulace ve Wageningenu, květen 1945
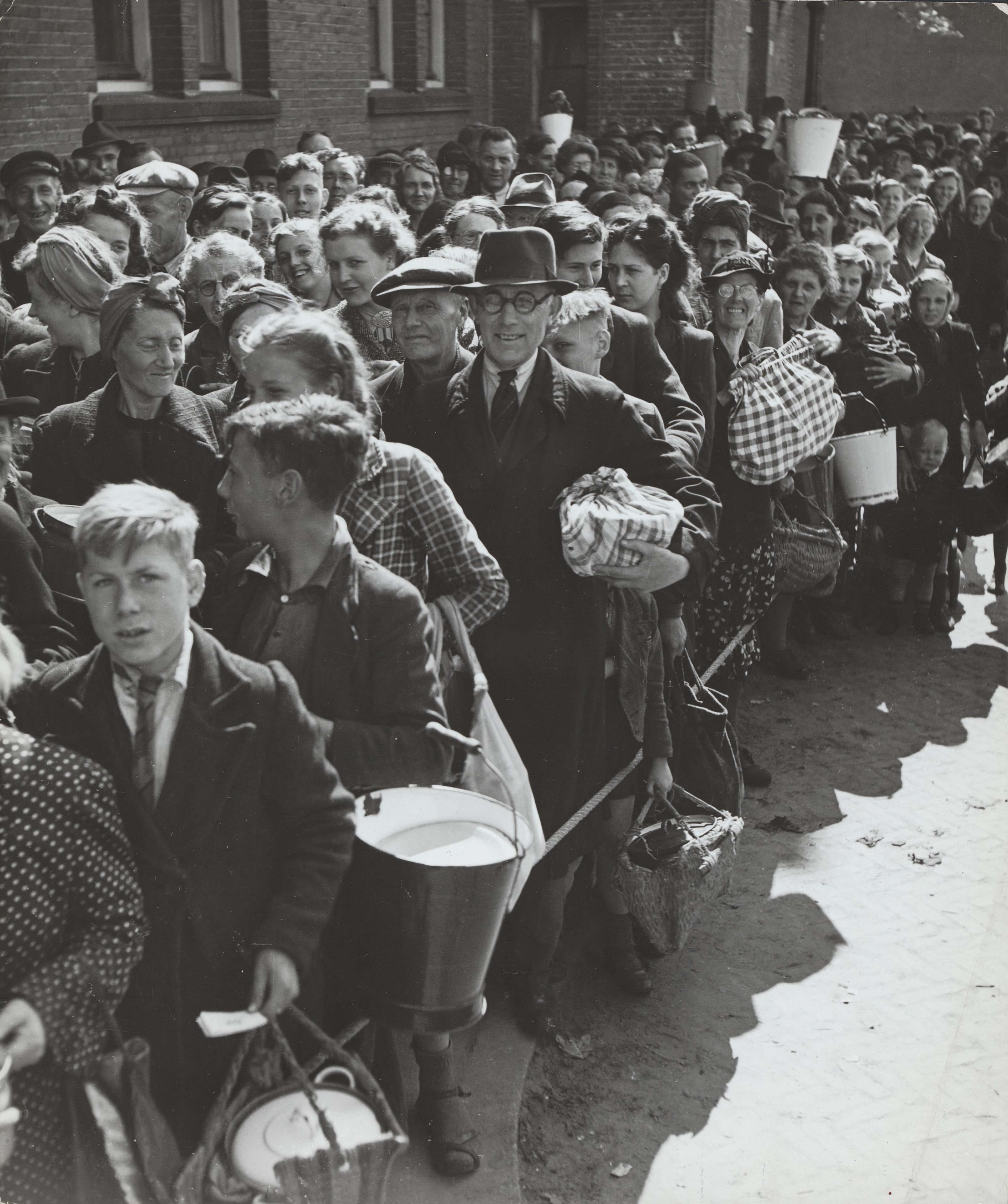
Distribuce potravin, červenec 1945
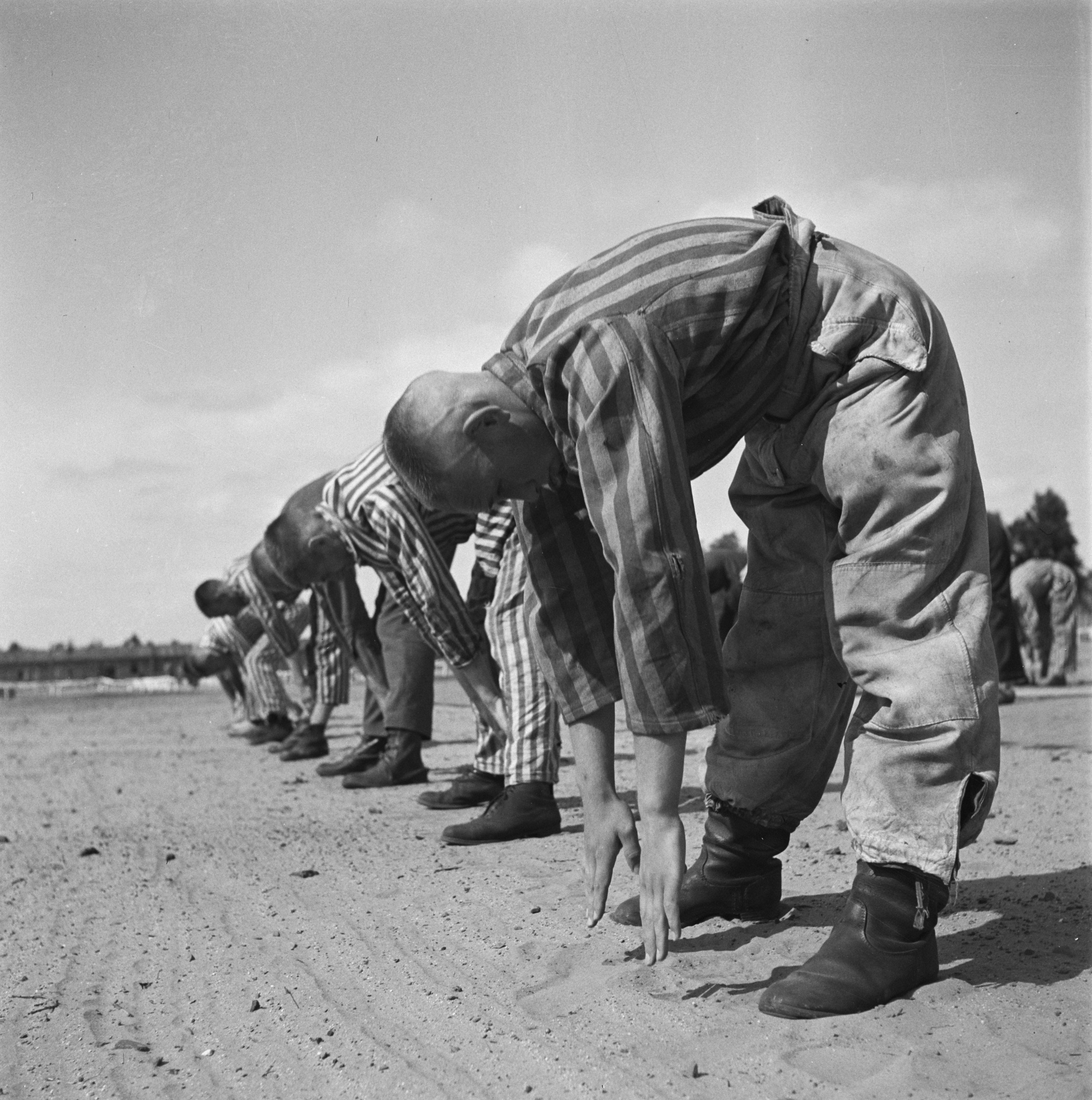
In het strafkamp te Vught, zijn 7000 Nederlandse collaborateurs en landverraders
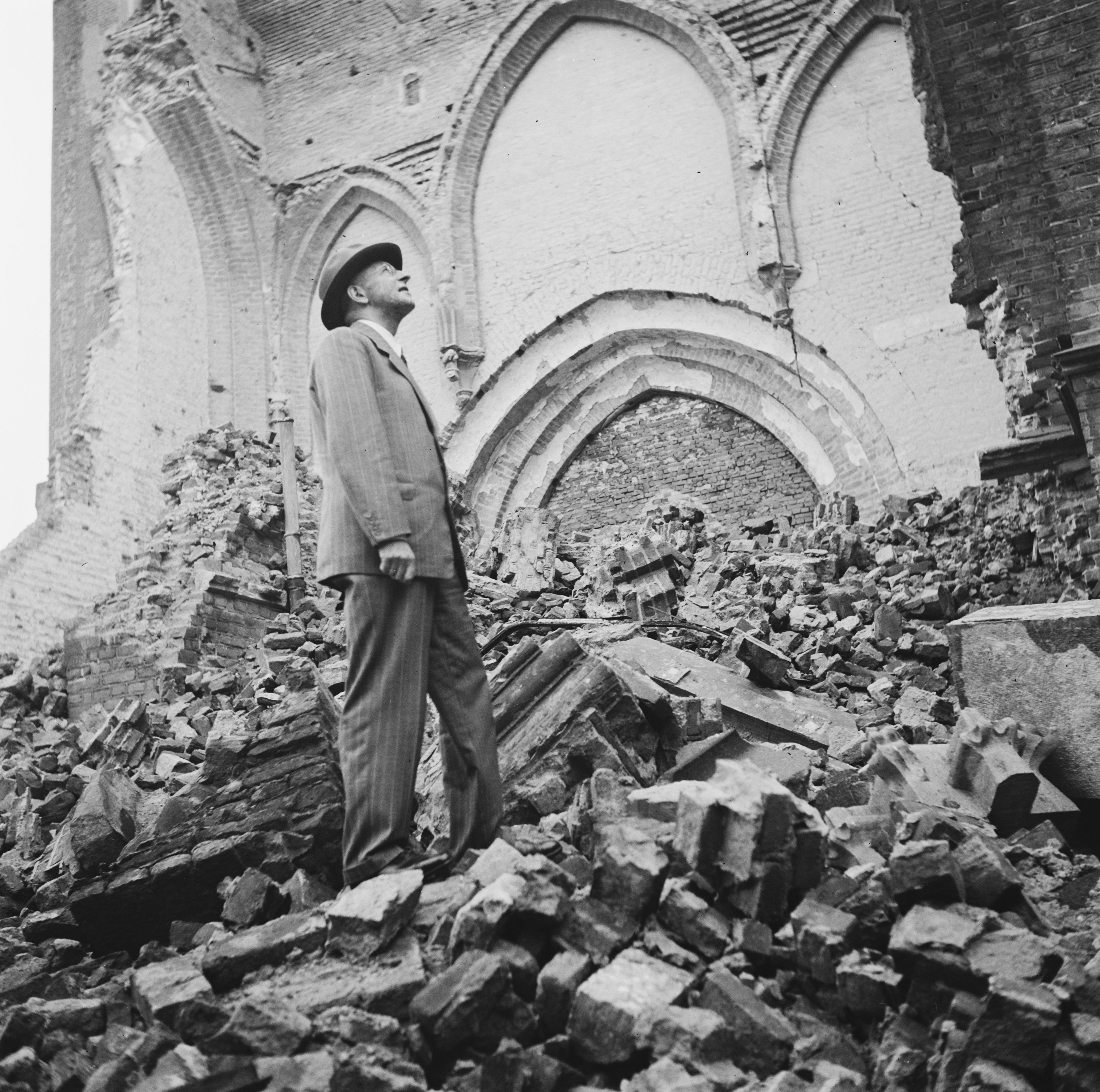
Man in burger met bril bij de ruine van de St Eusebius of Walburgis kerk
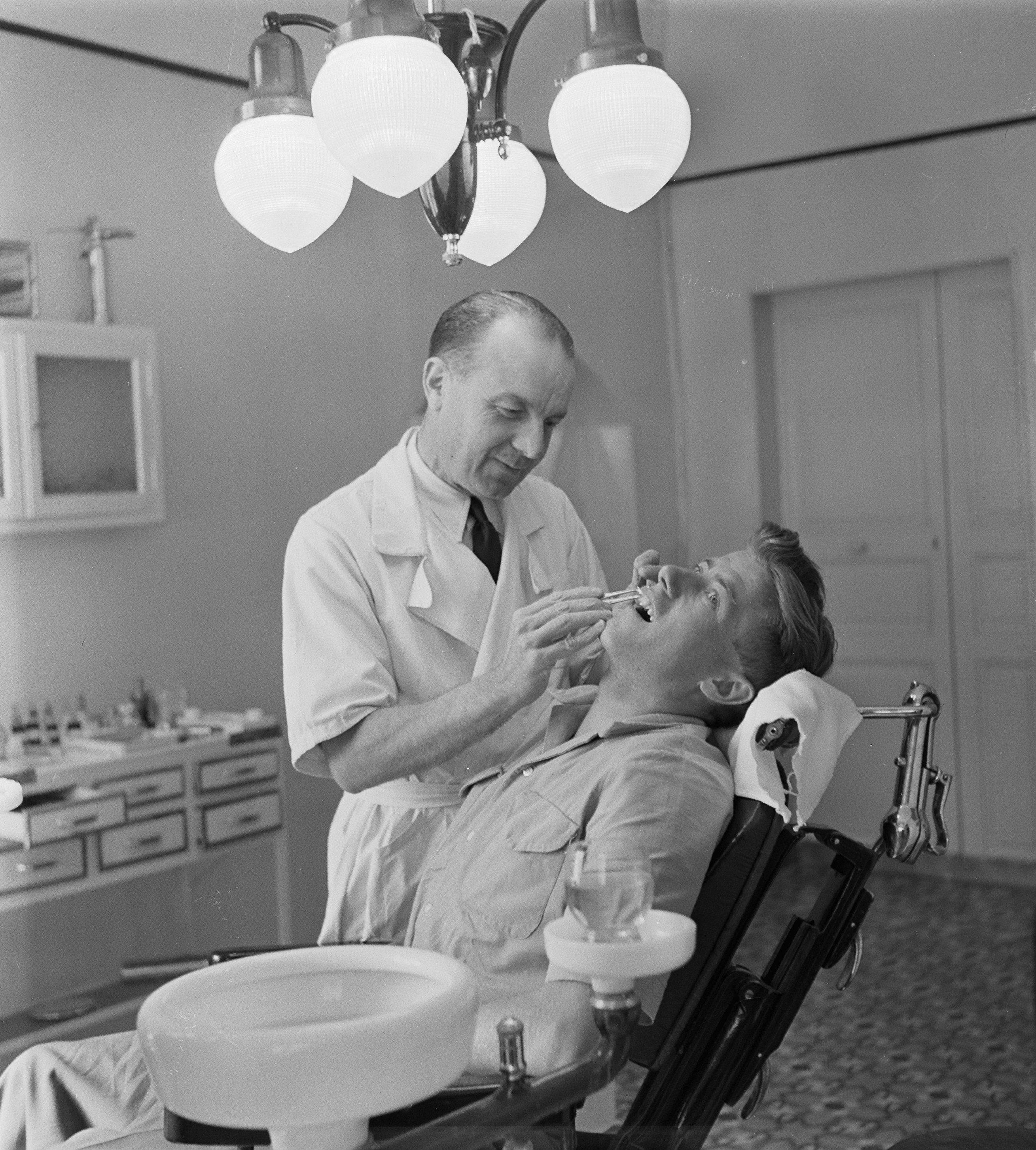
Theo Timmermans (oud ADO-er) in Nimes

## Práce ve veřejných sbírkách (výběr)
- Židovské historické muzeum, Amsterdam[3]
- Rijksmuseum Amsterdam[4]